# Harold & Kumar - Un Natale da ricordare
Harold & Kumar - Un Natale da ricordare (A Very Harold & Kumar Christmas) è un film del 2011 diretto da Todd Strauss-Schulson con John Cho, Kal Penn e Neil Patrick Harris, terzo capitolo delle serie Harold e Kumar, seguito di American Trip - Il primo viaggio non si scorda mai e Harold & Kumar - Due amici in fuga.
Il film è stato distribuito in 2D e in 3D a partire dal 4 novembre 2011 negli Stati Uniti.

## Trama
Dopo anni passati separati, Harold e Kumar hanno sostituito l'un l'altro con nuovi amici e si preparano a festeggiare il Natale con le loro rispettive famiglie. Harold è diventato un serio uomo d'affari, Kumar invece è rimasto uguale, é un uomo fallito e single. Ma la vigilia di Natale un misterioso pacco giunge per errore alla porta di Kumar che nel tentativo di reindirizzarlo a casa di Harold finisce col mandare in fumo l'albero di Natale del suocero di Harold. Con i suoceri fuori casa fino all'indomani Harold, invece di pulire, decide seppur con riluttanza di imbarcarsi con Kumar in un altro pazzo viaggio che li porterà attraverso New York City la vigilia di Natale alla ricerca dell'albero perfetto.